# Хенфлинген
Хенфлинген (фр. Henflingen) насеље је и општина у источној Француској у региону Алзас, у департману Горња Рајна која припада префектури Алткирх.
По подацима из 2011. године у општини је живело 201 становника, а густина насељености је износила 75,85 становника/km². Општина се простире на површини од 2,65 km². Налази се на средњој надморској висини од 338 метара (максималној 419 m, а минималној 329 m).

## Демографија
| 1962. | 1968. | 1975. | 1982. | 1990. | 1999. | 2011. |
| ----- | ----- | ----- | ----- | ----- | ----- | ----- |
| 106   | 116   | 121   | 130   | 135   | 173   | 201   |

График промене броја становника у току последњих година